# Dibombé
Dibombé är ett vattendrag i Kamerun.   Det ligger i regionen Kustregionen, i den sydvästra delen av landet, 200 km väster om huvudstaden Yaoundé.